# 書院番
書院番（しょいんばん）とは、江戸幕府に設けられた職制の一つ。徳川将軍の馬廻衆（親衛隊）としての高い格式を持ち、同様の小姓組と共に両番と称された。五番方（書院番、小姓組、大番、小十人、新番）に数えられる軍事部門の職制であり、大番、小十人、新番よりも上に置かれた。書院番の番士には幕府内での出世（両番家筋）の道が開かれていた。

## 概要
慶長10年（1605年）に設立され、水野忠清、青山忠俊、松平定綱、内藤清次が番頭に任命された。
当初4組によって構成され、後に6組まで増員される。また親衛隊という性格から、西丸が使用されているとき（大御所もしくは将軍継嗣がいるとき）は、西丸にも本丸と別に四組が置かれる。一組は番士50名、与力10騎、同心20名の構成からなる。番頭は、その組の指揮官である。朝番・夕番・泊番があり、設立当初は白書院紅葉の間に勤番しており書院番の名はその白書院から採られている。しかし寛永20年（1643年）の新番創設に伴い、紅葉の間は小姓組に譲り、書院番は大番が勤番した虎の間へ移動している。
大番と同じく将軍の旗本部隊に属して、備として単独運用される。また、毎年交代で駿府に在番する。
小姓組とともに「両番」と称せられ、有能な番士には出世の途が開かれていた。どちらも、登城して勤番した日から三日目は供番といって、この日に将軍が外出すれば、そのお供を務める。四日目は西丸勤番。五日目は大手門の警固、六日目に将軍外出に当たれば先供を務め、七日目は西丸供番。八日目に明番といって休日が回ってきた。
1600年の関ヶ原の戦いで西軍に与したため、戦後、改易されて浪人となった立花宗茂が、1604年に徳川家康に召しだされたとき、宗茂は書院番頭に任じられ、5,000石で遇されている。